# Bach von dem Kohl
Der Bach von dem Kohl ist ein gut eineinhalb Kilometer langer rechter und westlicher Zufluss des Laudenauer Baches.

## Geographie

### Verlauf
Der Bach von dem Kohl entspringt im Odenwald auf einer Höhe von 477 m ü. NHN  westlich von Reichelsheim-Laudenau in der Kohlwiese südlich der Winterkastener Straße. 
Er fließt zunächst durch Felder und Wiesen in südöstlicher Richtung entlang der Grenze zwischen den Gemarkungen Lindenfels-Winterkasten und Laudenau. Am Südrand von Laudenau wechselt er seine Richtung ostwärts, bevor er schließlich auf einer Höhe von 312 m ü. NHN südlich der Ecke Blütenstraße/Gumpener Straße in den Laudenauer Bach mündet.
Sein etwa 1,6 km langer Lauf endet ungefähr 165 Höhenmeter unterhalb seiner Quelle, er hat somit ein mittleres Sohlgefälle von etwa 10 ‰.

### Flusssystem Gersprenz
- Fließgewässer im Flusssystem Gersprenz